# Missouri and North Arkansas Railroad
Le Missouri and North Arkansas Railroad (M&NA) était un chemin de fer régional nord-américain en activité de 1906 à 1946, lequel à son apogée reliait Joplin dans le sud-ouest du Missouri à Helena comté de Phillips dans l'est de l'Arkansas sur une distance de 592 km.
Peu de compagnies ferroviaires connurent plus d'infortunes que le M&NA: tempêtes, difficultés économiques, topographie accidentée, problèmes ouvriers et nombreux incendies. Finalement, l'entreprise échoua car la zone desservie ne put produire un chiffre d'affaires suffisant à sa survie. Le M&NA entrait en compétition régionale avec 2 routes du Missouri Pacific Railroad (MoPac). Une construction ferroviaire de piètre qualité entraina des défaillances lors des inondations.
Le M&NA fut initialement lancé comme une connexion au départ de Seligman, Missouri dans le comté de Barry, situé sur le St. Louis-San Francisco Railway, populairement connu sous le nom de Frisco. sur  encyclopediaofarkansas.net. (Consulté le 28 avril 2013).

## Histoire

### Origine: Eureka Springs Railway
L'Eureka Springs Railway fut créé en 1882 pour relier Seligman, Missouri à Eureka Springs, Arkansas. En 1883, Powell Clayton, qui était gouverneur de l'Arkansas de 1868 à 1871, devint le promoteur en chef de l'Eureka Springs Railway, lequel desservait le lieu de villégiature d'Eureka Springs du comté de Carroll dans le nord-ouest de l'Arkansas grâce à un embranchement. Comme les revenus de l'Eureka Springs Railway s’avérèrent insuffisants, l'attention se porta sur la desserte des mines de zinc et de plomb situées au centre nord de l'Arkansas. En 1899, l'Eureka Springs Railway fusionna le St. Louis and North Arkansas Railroad. Ainsi renforcée, la nouvelle compagnie atteignit Harrison du comté de Boone en 1901, puis Leslie du comté de Searcy en 1903. Un second embranchement reliait Berryville. En 1906, le chemin de fer se réorganisa pour  donner naissance au Missouri and North Arkansas Railroad.

### Missouri and North Arkansas Railroad
En 1908, le M&NA fut prolongé vers le nord-ouest jusqu'à Neosho, Missouri dans le Comté de Newton, de là une liaison avec la ville voisine de Joplin était réalisée grâce à la location des voies du Kansas City Southern Railway (KCS). La même année, une extension de la ligne à l'est du réseau permit d'atteindre Searcy, Arkansas dans le Comté de White. Fin 1908, le M&NA était en activité de Joplin à Kensett, également dans le Comté de White. Il permettait de relier le KCS au nord, avec le St. Louis, Iron Mountain and Southern Railway, usuellement appelé The Iron Mountain, lequel desservait le centre de l'Arkansas. Le M&NA fut finalement complété jusqu'à Helena. Au 1er mars 1909, le service était opérationnel sur la totalité de la ligne du M&NA. Sa ligne permettait des interconnexions avec le Kansas City Southern (KCS) et le Frisco à Joplin ainsi qu'à d'autres endroits, et à Helena avec le MoPac et le Yazoo and Mississippi Valley Railroad (Y&MV) filiale de l'Illinois Central (IC).
Durant quelque temps, des wagons-lits Pullman furent mis en circulation. Comme le M&NA était souvent en retard, des plaisantins disaient que ces initiales signifiaient "May Never Arrive." Après des déficits répétés, le chemin de fer fut placé en redressement judiciaire en avril 1912.
En 1913, le bureau principal et les ateliers du M&NA furent localisés à Harrison, Arkansas. Bien que le M&NA fisse désormais partie des compagnies de chemins de fer américains de classe I, une collision frontale causée par une faute de communication survint en août 1914 près de Tipton Ford, Missouri dans le Comté de Newton. Trente huit passagers et cinq membres d'équipage furent tués. Le contrôle du M&NA par l'USRA au cours de la Première Guerre mondiale coûta cher à l'entreprise. Puis une grève acharnée concernant les salaires accompagnée d'actes de vandalisme apparut en 1921, obligeant la compagnie à suspendre son activité durant 8 mois.

### Missouri and North Arkansas Railway
En avril 1922 il fut réorganisé sous le nom de Missouri and North Arkansas Railway ; il reprit ses activités et commença à dégager des bénéfices malgré la persistance de conflits avec le personnel.
La prospérité semblait à portée de main lorsque la grande crue du Mississippi de 1927 endommagea une bonne partie des infrastructures ferroviaires dans l'est de l'Arkansas. Pour la seconde fois, le M&NA fut placé en redressement judiciaire.

### Missouri and Arkansas Railway
En 1935, le Missouri and Arkansas Railway fut créé pour reprendre le M&NA.
Durant les années 1930 et 40, il exploita un train de voyageurs entre Joplin et Kensett, Arkansas et entre Kensett et Helena. Il desservait également le lieu de villégiature d'Eureka Springs, Arkansas, bâti dans le style victorien.
En décembre 1941, les bureaux généraux du M&NA à Harrison furent détruits par les flammes, et les ateliers brulèrent quelques mois plus tard. Au cours de la Seconde Guerre mondiale le tonnage augmenta et les revenus s'améliorèrent, mais une autre grève pour les salaires et un nouvel incendie engendrèrent de nouveaux dégâts. Puis en 1945, la rivière White, Arkansas, sortit de son lit près de Georgetown, Arkansas. À l'après guerre, l'activité déclina rapidement, et le M&NA alias M&A cessa ses activités en septembre 1946.

## Les successeurs
En 1949, deux sections de l'ancien Missouri and Arkansas Railway furent remises en service par de nouveaux propriétaires.

### Arkansas and Ozarks Railway
Le M&A fut rebaptisé Arkansas & Ozarks Railway en 1949. La section de Seligman à Harrison, longue de 105 km, fut exploitée de 1949 à 1960 par des locomotives diesel. Les embranchements permettaient toujours de relier Eureka Springs et Berryville. Le service voyageurs fut rapidement interrompu en 1950 pour ne conserver que l'activité fret. L'exploitation cessa en 1961.
À partir de 1978-1979, le petit embranchement vers Eureka Springs fut préservé comme train touristique et exploité par l'Eureka Springs and North Arkansas Railway.

### Helena & Northwestern Railway
Cette compagnie, utilisant des locomotives à vapeur, exploita la route de Helena à Cotton Plant, dans le comté de Woodruff, Arkansas, de 1949 à 1951.

### Cotton Plant Fargo Railway
Une section de 9,6 km reliant Cotton Plant au village rural de Fargo dans le comté de Monroe, Arkansas, était exploitée par le Cotton Plant Fargo Railway, lequel permettait une connexion avec le St. Louis Southwestern Railway, plus connu sous le nom de Cotton Belt. Ce petit embranchement exista de 1952 jusqu'aux années 1970, et fut la dernière portion de l'ancien M&NA à être abandonnée.
Parmi les propriétaires du M&NA, on comptait Frank Kell, un entrepreneur de Wichita Falls, Texas, qui était également affilié avec le Wichita Falls and Northwestern Railway, le Wichita Falls and Southern Railroad, et le San Antonio, Uvalde and Gulf Railroad.